# 인천안산초등학교
인천안산초등학교는 대한민국 인천광역시 계양구 계산동에 있는 공립 초등학교이다.

## 학교 연혁
- 2001년 9월 1일: 인천안산초등학교 개교(설립인가 1월 6일)

## 참고 자료
- 인천안산초등학교 - 한국교육학술정보원 학교알리미